# 즐거운 처형
즐거운 처형(Joyful Executions, 조이풀 엑스큐션즈)은 8비트 언더팬츠에서 조선민주주의인민공화국의 총살 집행을 희화 풍자한 iOS 게임이다. 게임의 내용은 김정은을 토대로한 "전지전능한 지도자"(Divine Leader)를 기쁘게 하기 위해 주인공 "김복경"(Kim Bok Kyong)의 지휘 아래 4명의 사격수가 반역자들(Dissidents)을 공개 총살하는 내용을 담고 있다.

## 논란
대한민국에서는 "북한의 잔혹한 인권침해를 오락의 요소로 다루고 있다."는 입장을 보였고 방송통신심의위원회로부터 공식 누리집의 접속이 차단되었다. 또한 어린이를 총살 집행 담당자로 나오게 했다는 점에 대해서도 비판을 받았다. 8비트 언더팬츠 측에서는 "도덕적으로 문제가 되는 행위를 허용하는 북한의 선전을 풍자한 어린이용 게임"이라고 해명하였다. 이에 이 게임의 판매를 부탁받은 앱스토어 측에서는 판매를 거부하였다.